# Razak Brimah
Brimah Razak (* 22. Juni 1987 in Accra) ist ein ghanaischer Fußballtorhüter.

## Karriere

### Jugend
Razak startete seine Karriere bei Accra Golden Bliss. Im Jahr 2004 verließ er Ghana und wechselte zur A-Jugend des deutschen Bundesligisten VfL Wolfsburg. Nach einem Jahr in der U-19 von Wolfsburg, wechselte er im Juni 2005 zu Polideportivo Ejido B. Wo er in der ersten Saisonhälfte zu zwölf Einsätzen in der Divisiones Regionales kam, zur Rückrunde wurde er an Las Norias Club de Fútbol verliehen.

### Profikarriere
2006/07 startete er dann seine Profi-Karriere in der portugiesischen Liga de Honra mit Desportivo Chaves. Er kam zu sieben Einsätzen und wechselte im Sommer 2007 zum Erstligisten União da Madeira. In Funchal wurde er zum Leistungsträger und spielte in der Saison 2007/08 30 Spiele in der II Divisão - Série A. Zur Saison 2008/09 wechselte Razak in die Segunda División B Grupo IV zu Polideportivo Ejido, hier konnte er sich aber nicht durchsetzen und ging im Sommer 2009 zu der Reserve von Betis Sevilla.
Nachdem er in der Saison 2009/10 in 26 Spielen in der Segunda División B Grupo IV überzeugen konnte, wurde er zur ersten Mannschaft berufen. Bei den Profis von Betis, kam er jedoch nur zu einem Einsatz in der Copa del Rey am 1. September 2010 gegen UD Salamanca.
Aufgrund dieser Perspektivlosigkeit bei Betis Sevilla entschied sich Razak für einen Wechsel zur Saison 2011/12 zum Verein aus der Segunda División B Grupo I CD Teneriffa.
Am 14. August 2013 gab er für Ghana in einem Freundschaftsspiel gegen die Türkei sein A-Länderspieldebüt.